# Aeropuerto de Salluit
El Aeropuerto de Salluit (del inglés: Salluit Airport) (IATA: YZG, OACI: CYZG) está ubicado cercano a la comunidad de Salluit, Quebec, Canadá. No hay vías terrestres hacia o desde el pueblo de Salluit, por eso este aeropuerto es el único medio de transporte.

## Aerolíneas y destinos
- Air Inuit
  - Ivujivik / Aeropuerto de Ivujivik
  - Kangiqsujuaq / Aeropuerto de Kangiqsujuaq
  - Radisson / Aeropuerto de La Grande Rivière
  - Puvirnituq / Aeropuerto de Puvirnituq
  - Montreal / Aeropuerto Internacional de Montreal-Trudeau